# Tiye Phoenix
Tiye Phoenix (Baltimore, 13 juli 1971) is de artiestennaam van een rapper uit de Verenigde Staten.

## Carrière
De zangeres en pianiste is opgegroeid in Baltimore, en deed daar haar middelbare school en universiteit. Na vier jaar in Los Angeles gewoond te hebben, speelde ze korte tijd piano in de band de S.O.U.L Food Symphony. Eind jaren negentig kreeg Tiye een contract met het hiphoplabel Rawkus. Ze rapt daar in verschillende projecten voor artiesten van het label als Mos Def en Talib Kweli. Ze heeft getoerd met onder andere Tina Marie en Rick James. In 2007 brengt ze als lid van de Polyrhythm Addicts (met artiesten Mr. Complex, Shabaam Sahdeeq en Vince Williams) het album Break Glass uit. In 2009 verschijnt een eigen album. Het heeft een groot aantal tracks met een old-schoolgeluid en heet Half Woman Half Amazin'.

### Discografie
Solo:
- 2009: Half Woman, Half Amazin' (Babygrande)

In samenwerking:
- 2000: Protective Custody - Hip Hop for Respect (Rawkus)
- 2000 Train of Thought - Talib Kweli & Hi-Tek (Virgin)
- 2007 Break Glass - The Polyrhythm addicts (Babygrande)